# اليزيديون في العراق

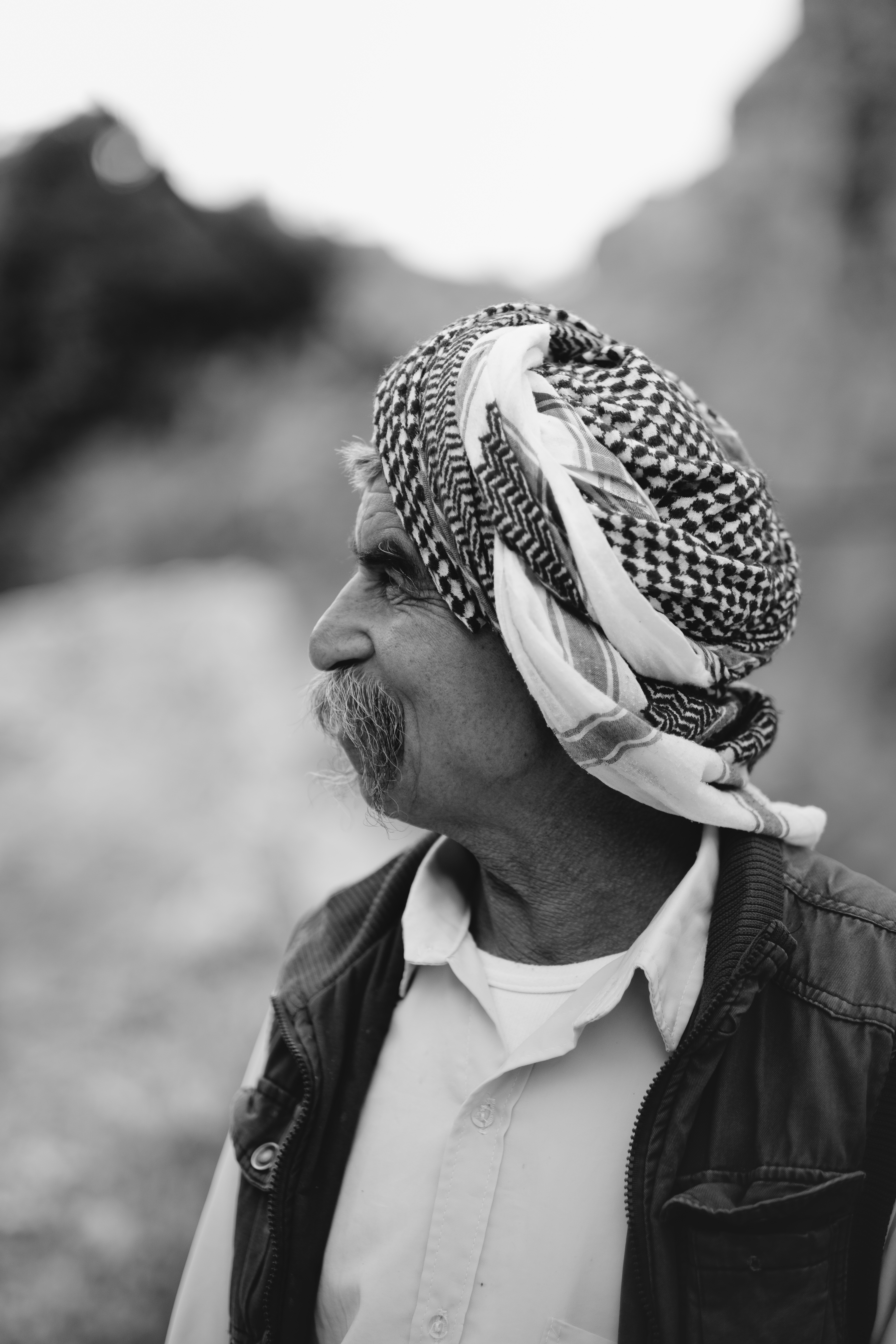
مشهد "للشيخ آدي" بالقرب من معسكر سردشتي أعلى جبل شنكال، حيث زاره الشيخ آدي قبل الذهاب إلى لاليش

اليزيديون في العراق، جماعة دينية إثنية تقطن تقليديًا في مناطق متفرقة من شمال العراق، وتُعدّ سنجار وشيخان من أبرز مراكزهم التاريخية. يتحدث الإيزيديون اللغة الكردية (اللهجة الكرمانجية) في حياتهم اليومية، وينتمون إلى تقليد ديني مستقل له طقوس ومعتقدات خاصة، ويُنظر إليه في الأدبيات الأكاديمية كديانة غير إبراهيميّة ذات جذور ما قبل إسلامية.
واجه المجتمع الإيزيدي عبر تاريخه الحديث سلسلة من الاضطهادات والانتهاكات، بلغ أشدّها في أغسطس 2014 عندما شنّ تنظيم الدولة الإسلامية (داعش) هجومًا واسعًا على قضاء سنجار، أدى إلى مقتل آلاف المدنيين واختطاف عدد كبير من النساء والأطفال، ووُصف لاحقًا بأنه يشكّل إبادة جماعية وفق تقارير أممية ووثائق صادرة عن منظمات حقوقية. تسببت هذه الأحداث في تغييرات عميقة على مستوى البنية السكانية والاجتماعية للمجتمع الإيزيدي داخل العراق وخارجه.

## الوجود الجغرافي والديموغرافي
يعيش الإيزيديون عمومًا في قضاء سنجار (شنكال) غرب محافظة نينوى، وفي منطقة شيخان شمال شرق الموصل، بالإضافة إلى تمركزات في بعشيقة وبحزاني ضمن نينوى، ومناطق في محافظة دهوك، لا سيما بعد موجات النزوح الأخيرة. شكّل الإيزيديون الأغلبية السكانية في سنجار قبل عام 2014، حيث كانت المنطقة موطنًا تقليديًا لجماعتهم منذ قرون.
نزح عشرات الآلاف من الإيزيديين، في أعقاب اجتياح تنظيم الدولة الإسلامية للمنطقة، لا سيما إلى إقليم كردستان العراق، واستقر كثير منهم في مخيمات النزوح في دهوك وزاخو وغيرها. وحتى عام 2023، لم يعد أغلب هؤلاء إلى مناطقهم الأصلية، ويواجهون تحديات تتعلق بانعدام الأمن، وتدمير البنية التحتية، وغياب الخدمات الأساسية.
رغم شحّ البيانات الرسمية، تشير التقديرات المتداولة في تقارير أممية إلى أن عدد الإيزيديين في العراق قبل عام 2014 كان يناهز 500,000 نسمة، بحسب تقديرات غير محدثة تعود لفترة ما قبل الإبادة.

## الهوية الثقافية والاجتماعية
يوصف المجتمع الإيزيدي بأنه جماعة دينية إثنية تتميز ببنية اجتماعية ودينية مغلقة، قائمة على نظام طبقي داخلي يتضمن ثلاث فئات: الشيخ والبير والمريد. ويُحظر الزواج بين هذه الفئات، ويُمنع الزواج خارج الجماعة، ويُعد ذلك من المبادئ الأساسية لاستمرارية الهوية الدينية والاجتماعية للإيزيديين. تُستخدم اللغة الكردية (اللهجة الكرمانجية) في التواصل اليومي داخل المجتمع الإيزيدي، وتُعد اللغة الأم لمعظم الإيزيديين في العراق. أما النصوص الدينية فغالبًا ما تُتلى شفهيًا ضمن طقوس جماعية، وتتضمن تراتيل وأدعية تُحفظ من قبل رجال الدين وتُنقل عبر الأجيال، دون وجود تدوين رسمي شامل لها.
يُعد معبد لالش في منطقة شيخان بمحافظة دهوك الموقع الروحي الأبرز لدى الإيزيديين، ويُعد مركزًا دينيًا رئيسيًا تقام فيه الاحتفالات الدينية السنوية، ويقصده الزوار من داخل العراق وخارجه. ومن أبرز المناسبات الدينية لديهم عيد رأس السنة الإيزيدية، المعروف باسم «الأربعاء الأحمر»، الذي يُحتفل به سنويًا في شهر أبريل، ويرافقه إشعال القناديل وزيارة الأضرحة، ويُعد من أهم الأعياد الرمزية في العقيدة الإيزيدية. وقد أطلقت منظمات إيزيدية محلية ودولية عدة مبادرات للحفاظ على التراث الثقافي والديني للمجتمع، خاصةً بعد عام 2014، حين تعرضت المراكز الدينية والمواقع التراثية لدمار واسع، وتعرضت أعداد كبيرة من رجال الدين والمجتمع لتشريد قسري، ما شكّل تهديدًا حقيقيًا لاستمرارية الطقوس والممارسات التقليدية.

## نظرة تاريخية

### الإبادة الجماعية والانتهاكات بعد عام 2014
شنّ تنظيم الدولة الإسلامية (داعش) في 3 أغسطس 2014، هجومًا واسعًا ومنسقًا على منطقة سنجار، الموطن التاريخي للإيزيديين شمال العراق. جاء الهجوم من جهات متعددة انطلقت من العراق وسوريا، في ظل انسحاب مفاجئ للقوات الكردية، ما ترك السكان دون حماية فعالة. أسفر الهجوم عن مقتل ما بين 2,000  و5,500 شخص، واختطاف 6,386 امرأةً وطفلًا. وقد وثّقت منظمات حقوقية أن التنظيم فصل الضحايا إلى فئات: النساء والفتيات، بينهن من لم تتجاوزن تسع سنوات، جرى بيعهن كسبايا جنس أو إجبارهن على الزواج القسري؛ أما الأولاد غير البالغين، فأُدلجوا وجُندوا كمقاتلين أطفال؛ في حين أُعدم الرجال والفتيان الأكبر سنًا، سواءً ممن رفضوا التحول إلى الإسلام أو حتى بعض من وافقوا مكرهين.
لجأ نحو 250,000 شخص إلى جبل سنجار خلال الأيام الأولى، حيث حوصروا عدة أيام في ظروف مناخية قاسية تجاوزت حرارتها 40 درجة مئوية، ومنع التنظيم وصول الغذاء والماء والرعاية الصحية، ما أدى إلى وفاة مئات المدنيين، خصوصًا الأطفال وكبار السن، قبل أن يتم فتح ممر إنساني في 7 أغسطس عبر تدخل قوات إيزيدية ومتطوعين من وحدات حماية الشعب (YPG) بدعم من التحالف الدولي. دُفن ضحايا المجازر في مقابر جماعية، إذ وُثقت أكثر من 200 مقبرة، لم تُفتح رسميًا منها سوى نحو 70 مقبرةً لاستخراج الرفات وتوثيق الجرائم حتى عام 2023.
صنّفت لجنة التحقيق الدولية المستقلة التابعة للأمم المتحدة ما جرى للإيزيديين على أنه إبادة جماعية، إلى جانب وصفه جريمة حرب وجريمة ضد الإنسانية. وقد اعترفت بهذه الجرائم أيضًا جهات رسمية دولية مثل: الاتحاد الأوروبي ومجلس أوروبا، وبرلمانات المملكة المتحدة وبلجيكا وهولندا وألمانيا. حتى أغسطس 2023، بقي 1,277 شخصًا من المختطفين الإيزيديين في عداد المفقودين أو الأسرى. وتواجه بعض النساء الناجيات تحديات اجتماعية بالغة، خصوصًا من أنجبن أطفالًا من عناصر داعش، إذ رفضت بعض العائلات استقبالهن مع أطفالهن، ما دفع بعضهن إلى تسليم الأطفال أو العيش في عزلة قسرية.

### ما بعد الإبادة: النزوح والعوائق وإعادة الإعمار

#### النزوح والاستقرار المؤقت
أدى الهجوم الذي شنه تنظيم داعش في عام 2014 إلى تهجير جماعي غير مسبوق للإيزيديين من منطقة سنجار والمناطق المحيطة بها. ووفقًا لتقديرات لجنة التحقيق الدولية التابعة للأمم المتحدة، فإن كامل سكان المجتمع الإيزيدي في سنجار، والمقدّر عددهم حينها بنحو 400,000 نسمة، قد جرى تهجيرهم أو أسرهم أو قتلهم نتيجة الهجوم. وحتى عام 2023، يُقدّر أن نحو 360,000  إيزيدي ما زالوا في مخيمات للنازحين داخليًا ضمن إقليم كردستان العراق، يعيشون في ظروف إنسانية هشة، مع نقص في الخدمات الأساسية مثل الكهرباء والمياه النظيفة والصرف الصحي، والرعاية الصحية. فرّ ما لا يقل عن 90,000 شخص من الإيزيديين خارج العراق منذ عام 2014، متوزعين على تركيا وسوريا واليونان ودول أوروبية، في حين تشير التقارير إلى وجود نحو 1,800 إيزيدي في تركيا، و1,500 في سوريا، و1,000 في اليونان حتى مطلع 2023.

#### العودة إلى سنجار: بطء وتحديات
رغم مرور نحو عقد على الهجوم الذي شنّه تنظيم الدولة الإسلامية (داعش)، ما يزال معدّل العودة إلى مناطق الإيزيديين منخفضًا نسبيًا. ووفقًا لمنظمة الهجرة الدولية (IOM)، بلغ عدد العائدين إلى قضاء سنجار 126,186 نازحًا حتى أغسطس 2023، معظمهم بجهود فردية دون دعم حكومي مباشر. ومنذ أبريل حتى أكتوبر من العام نفسه، عاد 5,241 شخصًا فقط، وهو عدد محدود قياسًا بحجم النزوح الأصلي الذي تجاوز 400,000 نسمة.
تُعد نسب العودة إلى سنجار (42%) وإلى البعّاج (37%) الأدنى في محافظة نينوى، ويُعزى ذلك إلى مجموعة من العوامل المترابطة:
- الدمار الواسع للبنية التحتية، بما في ذلك المدارس والمراكز الصحية والطرق وشبكات الكهرباء، نتيجة القصف أو التفخيخ المتعمد من داعش.
- ضعف الخدمات الأساسية في مناطق العودة، مثل الكهرباء والمياه النظيفة، ما يجعل العودة غير مستدامة من الناحية المعيشية.
- الانقسام الأمني والسياسي في سنجار، حيث تتنازع فيها قوات مختلفة على النفوذ وتشمل: الحشد الشعبي والبيشمركة، وعناصر تابعة لحزب العمال الكردستاني (PKK)، إلى جانب وجود تهديدات أمنية مستمرة وغارات تركية على معاقل مفترضة لحزب العمال الكردستاني.
- انعدام الثقة بالمؤسسات الرسمية نتيجة تأخر الحكومة العراقية في تنفيذ خطط إعادة الإعمار، رغم إطلاق خطة حكومية خاصة بسنجار عام 2020 لم تُفعَّل فعليًا حتى 2023.[4]

أشار تقرير صادر عن منظمة الهجرة الدولية إلى أن بعض من عادوا إلى سنجار فعلوا ذلك بدافع الخوف من خطابات كراهية وتحريض ضد الإيزيديين في مخيمات النزوح، ما دفعهم إلى المخاطرة بالعودة رغم الأوضاع غير الآمنة.

#### إعادة الإعمار والموقف الرسمي
أعلنت الحكومة العراقية بالتعاون مع حكومة إقليم كردستان العراق عن اتفاق سنجار في أكتوبر 2020، الذي تضمّن بنودًا لإعادة تنظيم الوضع الأمني والإداري في المنطقة، بما في ذلك إخراج جميع الجماعات المسلحة غير الرسمية، وتعيين إدارة محلية بالتوافق بين الطرفين، وتمكين عودة النازحين. لكن تعثّر تنفيذ الاتفاق لأسباب سياسية وأمنية، أبرزها الخلاف بين بغداد وأربيل حول آلية اختيار المسؤولين المحليين وتوزيع الصلاحيات، فضلًا عن رفض بعض الفصائل المسلحة الانسحاب من المنطقة.
أدت هذه العوائق إلى تأخير كبير في مشاريع إعادة الإعمار، رغم إطلاق خطة «حلول دائمة لسنجار» فترة 2021-2024. ووفقًا لتقارير منظمة الهجرة الدولية، فإن نحو 80% من البنى التحتية العامة و70% من المنازل المدنية في سنجار كانت مدمرة حتى 2022، ما جعل جهود إعادة الإعمار بالغة التعقيد ومكلفة جدًّا. يعيش 88% من العائدين في ظروف قاسية وغير مستقرة، ويعاني معظمهم مشكلات في السكن والخدمات الأساسية وسبل العيش، ما جعل كثيرًا من العائدين يعانون من «نزوح ثانوي» داخل مناطقهم الأصلية، أو يخططون للهجرة من جديد. تواجه برامج إعادة الإعمار أيضًا تحديات في تسوية ملفات الملكية العقارية وتوثيق الأضرار، خاصة مع غياب سلطة إدارية موحدة في سنجار، ما يُعيق تنفيذ مشاريع البنى التحتية وإعادة بناء المدارس والمراكز الصحية والطرقات.

## الثقافة

### الثقافة واللغة والطقوس في المجتمع الإيزيدي
تُعد الثقافة الإيزيدية نسيجًا مركبًا من اللغة والرموز والطقوس والذاكرة الشفوية، تتجاوز بوصفها موروثًا ثقافيًا لتصبح ركيزة بقاء جماعي في مواجهة الإبادة والشتات. تتجلى هذه الثقافة في العمارة الرمزية، والأداء الطقسي، والاحتفالات الجماعية، والممارسات اليومية التي تنتقل شفهيًا أو طقسيًا، وتُعيد إنتاج الهوية الإيزيدية جيلًا بعد جيل، سواءً داخل العراق أو في الشتات.

### اللغة والتراث الشفهي
يتحدث الإيزيديون باللهجة الكرمانجية (فرع من الكردية الشمالية)، وتُستخدم هذه اللهجة في أداء الطقوس والتراتيل، ما يضفي عليها طابعًا مقدسًا. تُعرف القصائد الشفهية باسم «القَوُل»، وهي نصوص دينية تُرتّل شفهيًا بأسلوب خاص على يد القوّالين أو رجال الدين المختصين، وتُعد من أهم أدوات نقل المعرفة الدينية والذاكرة الجماعية. ظلّت هذه النصوص محفوظة شفهيًا عدة قرون، نتيجة لغياب مؤسسة دينية رسمية للتدوين، إلى أن بدأت مبادرات مجتمعية في الشتات بتوثيقها كتابةً بهدف الحفظ والتعليم.
القَوُل ليست فقط وسيلة تعبير ديني، بل تمثل أيضًا وسيلة للتربية الأخلاقية والتاريخية داخل المجتمع، وتُستخدم كأداة تعليم غير رسمي في المخيمات ومناطق النزوح، ما ساهم في استمرارية الذاكرة الثقافية رغم الانقطاع المكاني والاضطرابات السياسية.

### الرموز والعناصر الطقسية
تؤدي الرموز الدينية والطبيعية دورًا أساسيًا في الطقس الإيزيدي، سواءً من حيث الشكل أو المضمون. يُعد «طاووس ملك»، وهو الملاك الرئيسي في العقيدة الإيزيدية، من أكثر الرموز حضورًا، وتُجسد صورته في التماثيل والمنسوجات والمزارات. وتشغل رموز طبيعية مثل: الشمس والنار والماء والزيتون والبيضة مكانة مركزية في الطقوس. تعد الشمس رمزًا للنقاء والخلق، ويُوجَّه نحوها المصلون خلال أداء الأدعية. أما النار المقدسة فتُشعل بزيت الزيتون، ويُحافظ عليها في المزارات كعنصر دائم. وتُستخدم البيضة في طقس «الأربعاء الأحمر» بوصفها رمزًا للخلق الكوني وبداية الحياة.
يُعبّر عن هذه الرموز عبر طقوس موسمية ومناسبات اجتماعية تدمج بين البُعد الديني والهوية الثقافية، وهو ما يمنحها مرونة دلالية تساعد على إعادة إنتاجها في الشتات.

### العمارة والمزارات
يحتل معبد لالش مكانة محورية في الوعي الديني الإيزيدي، ويقع في منطقة جبلية شمال العراق، ويتميز بقبابه الحجرية ونوافذه التي تُفتح باتجاه الشمس. يضم المعبد مزارات تمثل الملائكة السبعة وفق المعتقد الإيزيدي، وتُؤدى فيه طقوس سنوية كبرى مثل عيد الجماعة.
تعرضت عشرات المزارات الإيزيدية في سنجار وبعشيقة وبحزاني للتدمير خلال غزو داعش، لكن أعاد المجتمع الإيزيدي بناء أكثر من 22 مزارًا بمبادرات محلية، أُنجز معظمها دون دعم حكومي. وقد وثّقت مشاريع مثل Forensic Architecture هذه الأضرار والترميمات باستخدام تقنيات رقمية ثلاثية الأبعاد، وأُعيد عرضها في فضاءات بحثية وفنية.

### الموسيقا والاحتفالات
تُعد الموسيقا أداة طقسية رئيسة، تتجلى خصوصًا في استخدام آلة الدف في أثناء تلاوة القَوُل أو خلال الجنائز والمناسبات الكبرى. يجري تناقل الألحان عبر الأداء الشفهي، وتُؤدى وفق أنماط لحنية وتقنيات ترتيل شفهي متوارثة، تميزها عن الأشكال الموسيقية الدينية الأخرى في المنطقة. وتُمارَس الترانيم والطقوس الموسيقية في معبد لالش والمزارات المحلية وفي الشتات، وتُشكّل أداة للتواصل بين الأجيال.
تُحيي الطقوس الإيزيدية أعيادًا مثل:
- الأربعاء الأحمر: رأس السنة الإيزيدية، ويُحتفى به بتلوين البيض وزيارة المزارات، ويُنظر إليه كبداية للخلق وتجدد الحياة.[10]
- عيد الجماعة: يُقام في خريف كل عام في لالش، ويتوافد إليه الزوار من مختلف المناطق.

تُظهر بعض المناسبات أدوارًا طقسية نسائية، سواءً في التلاوة أو الخدمة داخل المزار، خاصةً في بيئات الشتات.

### المؤسسات الثقافية والتعليم الديني
أصبح الحفاظ على الثقافة الدينية أولوية منذ عام 2014، خاصةً في ظل النزوح والانقطاع الجغرافي. أُنشئت أكاديميات ومراكز دينية في جورجيا وأرمينيا لتدريب رجال الدين والقوّالين، بينما برزت في ألمانيا مبادرات مجتمعية توثق التراث الصوتي واللغوي، وتنشر مواد دينية وتعليمية بلغات عدة.
رغم غياب التمويل الحكومي، ساهمت هذه المؤسسات في استمرارية الطقوس الدينية، وتوفير منصات لتدريب الجيل الجديد على اللغة والرموز والطقوس.

### النوع الاجتماعي والتحولات
ظلت المناصب الدينية والطقسية الكبرى حكرًا على الرجال، لكن شهدت العقود الأخيرة تغييرات تدريجية. تُظهر دراسات ميدانية من الشتات تصاعد مشاركة النساء في حفظ التراث، والبحث الأكاديمي، وحتى في تقديم الطقوس الرمزية. وبرزت دعوات نسوية إيزيدية لإعادة تقييم بعض الممارسات مثل منع الطلاق أو حصر الميراث، ضمن خطاب ديني إصلاحي حديث.

## حفظ الذاكرة والمصالحة
بعد نجاتهم من محاولات الإبادة التي شنها تنظيم داعش، سعى الإيزيديون إلى تثبيت سرديتهم الخاصة عن المأساة عبر مشاريع توثيقية وثقافية متزايدة محليًا وعالميًا. وأحد أبرز هذه المبادرات كان مشروع Forensic Architecture بالتعاون مع منظمة Yazda، الذي هدف إلى توثيق تدمير التراث الإيزيدي ميدانيًا باستخدام تقنيات التصوير ثلاثي الأبعاد، ونُفّذ على أرض الواقع في سنجار ومناطق أخرى بين عامي 2017 و2019، مع عرض نتائجه في معارض دولية مثل «خرائط التحدي» في بينالي لندن للتصميم، ضمن مشروع The Destruction of Yazidi Cultural Heritage بالتعاون مع Forensic Architecture.
إلى جانب التوثيق البصري، نشطت منظمات وفرق بحثية في أرشفة الشهادات الحية للناجين والناجيات، وترميم المعالم الدينية والثقافية، في محاولة لإحياء الهوية الإيزيدية بعد محاولات محوها الممنهج. أطلقت بعض المنظمات مبادرات ثقافية مثل مبادرة «الأربعاء الأحمر» التي أطلقتها منظمات إيزيدية للتذكير السنوي بالإبادة، وتسليط الضوء على أهمية حفظ التراث والذاكرة الجمعية.
أدت هذه الجهود إلى خلق حيز رمزي للعدالة والمصالحة داخل المجتمع الإيزيدي نفسه، عبر استعادة اللغة والطقوس والروايات الشفهية، وتقديمها في سياقات تعليمية وفنية تعزز الانتماء الثقافي لدى الأجيال الجديدة، خاصةً في الشتات حيث برزت المدارس المجتمعية والمراكز الثقافية الإيزيدية كمساحات للحفاظ على الهوية وتعليم الأجيال الجديدة بلغتهم وتراثهم.

## أنظر أيضا
- اليزيديون في تركيا
- اليزيدية في سوريا
- دوزن تيكال